# Nicolas Provost
Nicolas Provost (1969, Ronse) is een Belgische filmmaker en beeldend kunstenaar. Hij werkt in Brussel.

## Biografie
Provost studeerde in 1994 af aan de academie in Gent. De laatste twee jaar van zijn studies verbleef hij als uitwisselingsstudent aan de academie van Bergen in Noorwegen, waar hij experimenteerde met video. Nadat hij was afgestudeerd bleef hij nog acht jaar in Oslo, waar hij werkte als illustrator, grafisch ontwerper en kunstregisseur.
Vanaf 1999 legde hij zich weer toe op het maken van films en de volgende jaren schreef en regisseerde hij verschillende kortfilms en middenlange films. Verschillende werken werden wereldwijd uitgezonden en getoond op kunsttentoonstellingen en filmfestivals, waar hij meermaals in de prijzen viel. Zo werd hij meermaals geselecteerd voor het Sundance Film Festival, waar hij telkens een eervolle vermelding kreeg voor Papillon d'amour in 2004 en  Suspension in 2008.
In 2011 verscheen zijn eerste langspeelfilm The Invader. Deze debuutfilm werd onder meer geselecteerd door het Filmfestival van San Sebastian, het Filmfestival van Venetië en het Filmfestival van Toronto.